# NGC 709
NGC 709 is een lensvormig sterrenstelsel in het sterrenbeeld Andromeda. Het hemelobject werd op 18 november 1877 ontdekt door de Deens-Ierse astronoom Johan Dreyer.

## Synoniemen
- PGC 6969
- ZWG 522.40